# Staveley (Kumbria)
Staveley – wieś w Anglii, w Kumbrii, w dystrykcie (unitary authority) Westmorland and Furness. Leży 58 km na południe od miasta Carlisle i 366 km na północny zachód od Londynu. W 2015 miejscowość liczyła 1431 mieszkańców.